# Keon Ellis
Keon Tyrese Ellis, né le 8 janvier 2000 à Eustis en Floride, est un joueur américain de basket-ball. Il évolue au poste d'arrière.

## Biographie

### Carrière universitaire
Entre 2018 et 2020, il joue pour Florida SouthWestern (en).
Entre 2020 et 2022, il évolue pour le Crimson Tide de l'Alabama.

### Carrière professionnelle
Lors de la draft 2022, il n'est pas sélectionné mais signe un contrat two-way avec les Kings de Sacramento quelques jours plus tard. En juillet 2023, son contrat two-way est renouvelé. En février 2024, son contrat two-way est converti en un contrat standard.

## Statistiques

### Universitaires
| Saison    | Équipe  | Matchs | Titul. | Min./m | % Tir | % 3pts | % LF | Rbds/m. | Pass/m. | Int/m. | Ctr/m. | Pts/m. |
| --------- | ------- | ------ | ------ | ------ | ----- | ------ | ---- | ------- | ------- | ------ | ------ | ------ |
| 2020-2021 | Alabama | 32     | 7      | 17.5   | .504  | .389   | .723 | 4.0     | 1.1     | 1.1    | .4     | 5.5    |

## Palmarès
- SEC All-Defensive Team (2022)
- Second-team NJCAA DI All-American (2020)
- Suncoast Player of the Year (2020)
- First-team All-Suncoast (2020)
- Second-team All-Suncoast (2019)

## Records sur une rencontre en NBA
Les records personnels de Keon Ellis en NBA sont les suivants, :
| Type de statistique        | Saison régulière | Saison régulière                  | Saison régulière |
| Type de statistique        | Record           | Adversaire                        | Date             |
| -------------------------- | ---------------- | --------------------------------- | ---------------- |
| Points                     | 33               | Hawks d'Atlanta                   | 18 novembre 2024 |
| Paniers marqués            | 10               | @ Pelicans de La Nouvelle-Orléans | 12 février 2025  |
| Paniers tentés             | 17               | 2 fois                            | 2 fois           |
| Paniers à 3 points réussis | 9                | Hawks d'Atlanta                   | 18 novembre 2024 |
| Paniers à 3 points tentés  | 15               | 2 fois                            | 2 fois           |
| Lancers francs réussis     | 6                | Hawks d'Atlanta                   | 18 novembre 2024 |
| Lancers francs tentés      | 7                | Hawks d'Atlanta                   | 18 novembre 2024 |
| Rebonds offensifs          | 3                | 6 fois                            | 6 fois           |
| Rebonds défensifs          | 7                | Heat de Miami                     | 6 janvier 2025   |
| Rebonds totaux             | 9                | Bucks de Milwaukee                | 22 mars 2025     |
| Passes décisives           | 7                | 2 fois                            | 2 fois           |
| Interceptions              | 5                | @ Rockets de Houston              | 1er mars 2025    |
| Contres                    | 5                | Grizzlies de Memphis              | 18 mars 2024     |
| Balles perdues             | 5                | @ Thunder d'Oklahoma City         | 9 avril 2024     |
| Minutes jouées             | 49               | Heat de Miami                     | 6 janvier 2025   |

- Double-double : 0
- Triple-double : 0

Dernière mise à jour : 22 mars 2025